# Łokutki (obwód wołyński)
Łokutki (ukr. Локутки́) – wieś na Ukrainie w rejonie kowelskim, w obwodzie wołyńskim. W II Rzeczypospolitej miejscowość wchodziła w skład gminy wiejskiej Huszcza w powiecie lubomelskim województwa wołyńskiego.
Do 2020 w rejonie lubomelskim.